# 리칭위안 (중화민국의 정치인)
리칭위안(중국어 정체자: 李慶元, 병음: Lî Qìngyuán, 한자음: 이경원, 1958년 8월 29일 ~ )은 타이완의 정치인, 제8~13대 타이베이시의원이다.